# 龔聘英
龔聘英（1826年—？），字任伊，號莘甫，江蘇太倉州崇明縣人，清朝政治人物、進士出身。
咸豐十一年，江蘇鄉試中舉。同治元年，登進士，授翰林院编修。曾任顺天乡试同考官、刑部江西司候補主事。后任軍機處行走。